# Patty Pravo

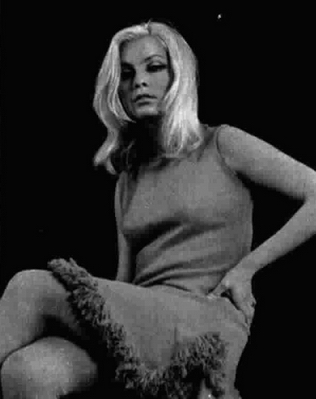
Patty Pravo en mars 1970.

Nicoletta Strambelli, connue sous le nom de scène Patty Pravo (née le 9 avril 1948 à Venise) est une chanteuse italienne  dont la carrière s'étend sur plus de cinq décennies.
Son premier single Ragazzo triste, sorti en 1966, est la première chanson pop diffusée sur Radio Vatican. En 2016, elle participe pour la neuvième fois au concours de la chanson italienne, le Festival de Sanremo où elle remporte à trois reprises le Prix de la Critique Mia-Martini. À ce jour, elle a vendu plus de 110 millions de disques dans le monde entier (sans compter les singles).

## Biographie
Nicoletta Strambelli a étudié au Conservatoire de musique Benedetto Marcello. Elle a bénéficié d'une formation de pianiste, et se destinait à devenir chef d'orchestre. À l'âge de quinze ans elle part vivre à Londres puis à Rome où elle commence sa carrière comme chanteuse dans le Piper Club dont, chanteuse à scandale, elle devient l'égérie sous le nom de La ragazza del Piper.
Dans le contexte des années 1960, elle incarne une forme d’émancipation féminine peu appréciée des tenants d’une morale catholique traditionnelle.
Pourtant, lorsque, en 1966, elle réalise son premier single, Ragazzo triste (« Garçon triste »), cette version italienne de But you’re mine de Sonny and Cher devient la première chanson pop diffusée sur Radio Vatican.
D’autres enregistrements ont suivi dont les plus populaires sont Qui e là (« Ici et là »), Se perdo te (« Si je te perds », 1967, écrit par le compositeur anglais Paul Korda), La bambola (« La Poupée », 1968 ), Sentimento (« Sentiment », 1968), Il paradiso (« Le Paradis », 1969, écrit par Lucio Battisti), La solitudine (« La Solitude », avec Robert Charlebois qui en est aussi l’auteur), Pazza idea (« Folle idée », 1973) et Pensiero stupendo (1978), qu’elle a chanté et publié aussi en langue française sous le titre Pensée merveilleuse. La bambola vendu à plus de 9 millions d'exemplaires à la fin de l’année 1968, à ce jour plus de 40 millions.
Elle a participé à plusieurs émissions de télévision italienne. Le 31 décembre 1970, sur la 2e chaïne couleur de l'ORTF, Jean-Christophe Averty réalise un show qui lui est entièrement consacré, intitulé Bravo Pravo ; ce qui constitue un grand honneur de sa part pour une artiste étrangère.
En 1978 elle est apparue dans une émission de télévision italienne très controversée, Stryx, portant des vêtements provocants qui ont beaucoup choqué et devenant un symbole pour les femmes des années 1970, illustrant leur évolution et rompant avec les traditions.
En 1984 et en 1987 Patty Pravo participe pour la seconde et la troisième fois au Festival de Sanremo, avec les chansons Per una bambola (« Pour une poupée »), avec laquelle elle gagne le prix de la critique, et Pigramente signora (« Paresseusement femme »).
En 1994, elle voyage en Chine pour enregistrer son album Idéogrammes. En 1995 elle revient en Italie et refait surface en 1997 avec un succès … E dimmi che non vuoi morire (« … Et dis-moi que tu ne veux pas mourir »), écrit par Vasco Rossi.
L’année suivante Patty Pravo publie l'album Notti, guai e libertà (« Nuit, problèmes et liberté »). Le single Les Étrangers fait partie de cet album.
Son dernier album à succès Radio Station date de 2002. En 2004, Pravo sort quatre albums dont le populaire Nic - Unic.
En 2007, elle sort un album hommage à Dalida, intitulé Spero che ti piaccia… Pour toi… (« J’espère qu’il te plaît… Pour toi… »).
Pravo a participé au Festival de musique de Sanremo neuf fois. En 2009, elle était à Sanremo avec la chanson E io verrò un giorno là (« Et je viendrai un jour là »), accompagnée par Dave Weckl, Todd Rundgren et Nathan East. En 2011, elle réalise l’album Nella terra dei pinguini (« Dans la terre des manchots ») enregistré avec le jeune producteur Diego Calvetti. En 2016 avec Cieli Immensi (« cieux immenses »)
Patty Pravo appartient au trio de tête des chanteuses les plus populaires des années 1960-1970 en Italie, avec Ornella Vanoni et Mina Mazzini dite Mina. À plus de soixante ans, contrairement à Mina, elle se produit toujours sur scène. Elle a aussi chanté des duos avec des artistes tels que Vinícius de Moraes, Paolo Conte, Vasco Rossi, Léo Ferré, Jacques Brel et tant d’autres.
En 2014, Lana Del Rey déclare reconnaitre en elle un « modèle de gestualité »,.

## Discographie

### Albums Studio
| Année | Titre                                                                          | FIMI,. |
| ----- | ------------------------------------------------------------------------------ | ------ |
| 1968  | Patty Pravo                                                                    | 1      |
| 1969  | Concerto per Patty                                                             | 5      |
| 1970  | Patty Pravo                                                                    | 7      |
| 1971  | Bravo Pravo                                                                    | 12     |
| 1971  | Di vero in fondo                                                               | 7      |
| 1971  | Per aver visto un uomo piangere e soffrire Dio si trasformò in musica e poesia | 17     |
| 1972  | Sì... incoerenza                                                               | 12     |
| 1973  | Pazza idea                                                                     | 1      |
| 1974  | Mai una signora                                                                | 1      |
| 1975  | Incontro                                                                       | 4      |
| 1976  | Tanto                                                                          | 9      |
| 1976  | Patty Pravo                                                                    | —      |
| 1978  | Miss Italia                                                                    | 8      |
| 1979  | Munich Album                                                                   | 22     |
| 1982  | Cerchi                                                                         | 24     |
| 1984  | Occulte persuasioni                                                            | —      |
| 1989  | Oltre l'Eden...                                                                | —      |
| 1990  | Pazza idea eccetera eccetera...                                                | —      |
| 1994  | Ideogrammi                                                                     | 23     |
| 1997  | Bye,bye Patty                                                                  | 3      |
| 1998  | Notti, guai e libertà                                                          | 5      |
| 2000  | Una donna da sognare                                                           | 6      |
| 2002  | Radio Station                                                                  | 13     |
| 2004  | Nic-Unic                                                                       | 13     |
| 2007  | Spero che ti piaccia ... pour toi                                              | 46     |
| 2011  | Nella terra dei pinguini                                                       | 15     |
| 2013  | Meravigliosamente Patty                                                        | 30     |
| 2016  | Eccomi                                                                         | 6      |

### Albums live
| Année | Titre                           | FIMI, |
| ----- | ------------------------------- | ----- |
| 1997  | Bye Bye Patty                   | 5     |
| 2001  | Patty Live '99                  | —     |
| 2009  | Live Arena di Verona - Sold Out | 14    |

### Albums compilation
| Année | Titre                                           | FIMI, |
| ----- | ----------------------------------------------- | ----- |
| 1971  | Tutti i successi di Patty Pravo                 | —     |
| 1973  | Canzone degli amanti                            | —     |
| 1973  | Poema degli occhi                               | —     |
| 1973  | Valsinha                                        | —     |
| 1976  | La magia di Patty Pravo                         | —     |
| 1977  | I successi di Patty Pravo                       | —     |
| 1977  | Le più belle canzoni di Patty Pravo             | —     |
| 1979  | Momenti stupendi                                | —     |
| 1980  | Emozioni                                        | —     |
| 1980  | Patty Pravo                                     | —     |
| 1982  | Hit Parade International                        | —     |
| 1982  | Hit Parade International                        | —     |
| 1984  | Questione di cuore                              | —     |
| 1984  | Pazza idea                                      | —     |
| 1985  | L'album di Patty Pravo                          | —     |
| 1987  | Per una bambola                                 | —     |
| 1987  | Sentimento                                      | —     |
| 1987  | Pigramente signora                              | —     |
| 1990  | I grandi successi di Patty Pravo                | —     |
| 1993  | I grandi successi                               | —     |
| 1994  | I successi di Patty Pravo                       | —     |
| 1995  | Pensiero stupendo                               | —     |
| 1995  | Pensieri stupendi                               | —     |
| 1996  | Superbest                                       | —     |
| 1997  | Divina                                          | —     |
| 1997  | I capolavori                                    | —     |
| 1997  | Il paradiso                                     | —     |
| 1997  | Grande Patty                                    | —     |
| 1998  | Non ti bastavo più                              | —     |
| 1998  | Gli anni 70                                     | —     |
| 1998  | Aristocratica                                   | —     |
| 1998  | Le più belle canzoni di Patty Pravo             | —     |
| 1998  | Patty Pravo                                     | —     |
| 1998  | A modo mio e altri successi                     | —     |
| 1999  | I miti musica                                   | —     |
| 2000  | Patty Pravo (3 CD box)                          | —     |
| 2000  | Le canzoni d'amore                              | —     |
| 2000  | Patty Pravo - Super Stars                       | —     |
| 2000  | I grandi successi originali - Flashback         | —     |
| 2001  | I mitici 45                                     | —     |
| 2002  | 100% Patty                                      | —     |
| 2002  | Pravo (3 CD box)                                | —     |
| 2003  | La signore della canzone                        | —     |
| 2004  | Anni '70                                        | —     |
| 2005  | Canzoni stupende                                | 32    |
| 2005  | Le più belle canzoni di Patty Pravo             | —     |
| 2006  | Superissimi Patty Pravo - Gli eroi del juke box | —     |
| 2007  | I grandi successi (3 CD box)                    | —     |
| 2007  | Patty Pravo                                     | 43    |
| 2008  | Patty Pravo                                     | —     |
| 2008  | A modo mio                                      | —     |
| 2008  | The Essential                                   | —     |
| 2008  | Amanti                                          | —     |
| 2009  | Il meglio di Patty Pravo                        | 87    |
| 2009  | Gli album originali (6 CD box)                  | —     |
| 2009  | The Universal Music Collection (4 CD box)       | —     |
| 2009  | Collections                                     | —     |
| 2009  | La mia musica                                   | —     |

### Singles
| Année | Titre                                                | IT, | AL, | Album                 |
| ----- | ---------------------------------------------------- | --- | --- | --------------------- |
| 1966  | Ragazzo triste/The Pied Piper                        | 13  | —   | Patty Pravo (1968)    |
| 1967  | Sto con te/Qui e là                                  | 39  | —   | Patty Pravo (1968)    |
| 1967  | Se perdo te/Lettera a Gianni                         | 18  | —   | Patty Pravo (1968)    |
| 1968  | La bambola/Se c'è l'amore                            | 1   | 35  | Patty Pravo (1968)    |
| 1968  | Gli occhi dell'amore/Sentimento                      | 2   | —   |                       |
| 1968  | Tripoli 1969/Lasciatemi amare chi voglio             | 4   | —   | Concerto per Patty    |
| 1969  | Il paradiso/Scende la notte sale la luna             | 8   | —   | Concerto per Patty    |
| 1969  | Concerto per Patty                                   | 18  | —   | Concerto per Patty    |
| 1969  | Nel giardino dell'amore/Ballerina ballerina          | 16  | —   |                       |
| 1970  | La spada nel cuore/Roma è una prigione               | 5   | —   |                       |
| 1970  | Per te/Il mio fiore nero                             | 11  | —   | Patty Pravo (1970)    |
| 1970  | La solitudine/1941                                   | 27  | —   | Patty Pravo (1970)    |
| 1970  | Non andare via/Un poco di pioggia                    | 13  | —   | Bravo Pravo           |
| 1970  | Tutt'al più/Chissà come finirò                       | 4   | —   | Bravo Pravo           |
| 1971  | Love Story/Di vero in fondo                          | 13  | —   | Di vero in fondo      |
| 1971  | Non ti bastavo più/Canzone degli amanti              | 6   | —   | Di vero in fondo      |
| 1972  | Io/Un po' di più                                     | —   | —   | Sì ... incoerenza     |
| 1973  | Pazza idea/Morire tra le viole                       | 1   | —   | Pazza idea            |
| 1974  | Come un Pierrot/La valigia blu                       | 9   | —   | Mai una signora       |
| 1975  | Incontro/Mercato dei fiori                           | 6   | —   | Incontro              |
| 1976  | Tanto/Io ti venderei                                 | 22  | —   | Tanto                 |
| 1976  | Grand Hotel/Innamorata io                            | 45  | —   | Patty Pravo (1976)    |
| 1977  | Tutto il mondo è casa mia/Da soli noi                | 3   | —   |                       |
| 1978  | Pensiero stupendo/Bello                              | 2   | —   | Miss Italia           |
| 1979  | Sentirti/Notti bianche                               | —   | —   | Miss Italia           |
| 1979  | Autostop/New York                                    | 13  | —   | Munich Album          |
| 1984  | Per una bambola/Viaggio                              | 17  | —   | Occulte persuasioni   |
| 1985  | Menù/Day by Day                                      | 22  | —   |                       |
| 1987  | Pigramente signora/Specchio specchio chissà chi è... | 24  | —   | Pigramente signora    |
| 1987  | Cantatto/So Fine So Nice                             | 34  | —   | Pigramente signora    |
| 1995  | I giorni dell'armonia/La vita/Sogni                  | 12  | —   | Ideogrammi            |
| 1997  | ...E dimmi che non vuoi morire                       | 2   | —   | Bye Bye Patty         |
| 1997  | Pensiero stupendo '97                                | 5   | —   | Bye Bye Patty         |
| 1998  | Les étrangers                                        | —   | —   | Notti, guai e libertà |
| 1998  | Strada per un'altra città/Sweet Love                 | —   | —   | Notti, guai e libertà |
| 1998  | Emma Bovary/Baby Blu                                 | —   | —   | Notti, guai e libertà |
| 1999  | Angelus                                              | —   | —   | Notti, guai e libertà |
| 2000  | Una donna da sognare                                 | 11  | —   | Una donna da sognare  |
| 2000  | Una mattina d'estate/Count Down                      | —   | —   | Una donna da sognare  |
| 2000  | Se chiudi gli occhi/Parliamone                       | —   | —   | Una donna da sognare  |
| 2002  | L'immenso                                            | 25  | —   | Radio Station         |
| 2002  | Noi di là (Lagoinha)                                 | 32  | —   | Radio Station         |
| 2004  | Che uomo sei/Tender chiara                           | 13  | —   | Nic - Unic            |
| 2016  | Cieli immensi                                        | 16  | —   | Eccomi                |

### Filmographie
- Xenia, film de 2014 où elle apparaît et où ses chansons jouent un grand rôle.